# Czechosłowacja na Letnich Igrzyskach Olimpijskich 1980
Czechosłowację na Letnich Igrzyskach Olimpijskich 1980 reprezentowało 209 zawodników: 162 mężczyzn i 47 kobiet. Był to czternasty udział reprezentacji Czechosłowacji na letnich igrzyskach olimpijskich.
Najmłodszym zawodnikiem była 14-letnia gimnastyczka, Jana Labáková, natomiast najstarszym 43-letni żeglarz, Josef Šenkýř.

## Zdobyte medale
| Medal    | Zawodnik | Dyscyplina             | Konkurencja                   |
| -------- | --- | ---------------------- | ----------------------------- |
| · Złoto  | Ota Zaremba | · Podnoszenie ciężarów | – 100 kg                      |
| · Złoto  | Stanislav Seman Luděk Macela Josef Mazura Libor Radimec Zdeněk Rygel Oldřich Rott Lubomír Pokluda Petr Němec František Štambachr Jan Berger Ladislav Vízek Jindřich Svoboda Verner Lička Rostislav Václavíček Zdeněk Šreiner František Kunzo                 | · Piłka nożna          | Turniej mężczyzn              |
| · Srebro | Jarmila Králíčková Berta Hrubá Iveta Šranková Lenka Vymazalová Jiřina Křížová Jiřina Kadlecová Jiřina Čermáková Marta Urbanová Květa Petříčková Marie Sýkorová Ida Hubáčková Milada Blažková Jana Lahodová Alena Kyselicová Jiřina Hájková Viera Podhányiová | · Hokej na trawie      | Turniej kobiet                |
| · Srebro | Imrich Bugár | · Lekkoatletyka        | Rzut dyskiem                  |
| · Srebro | Jarmila Kratochvílová | · Lekkoatletyka        | Bieg na 400 m                 |
| · Brąz   | Ján Franek | · Boks                 | Waga lekkośrednia             |
| · Brąz   | Michal Klasa Vlastibor Konečný Alipi Kostadinov Jiří Škoda | · Kolarstwo            | Wyścig drużynowy na czas      |
| · Brąz   | Teodor Černý Martin Penc Jiří Pokorný lgor Sláma | · Kolarstwo            | 4 km drużynowo na dochodzenie |
| · Brąz   | Jiří Tabák | · Gimnastyka           | Ćwiczenia na kółkach          |
| · Brąz   | Vladimír Kocman | · Judo                 | Waga ciężka                   |
| · Brąz   | Zdeněk Pecka Václav Vochoska | · Wioślarstwo          | Dwójka podwójna               |
| · Brąz   | Dan Karabin | · Zapasy               | – 74 kg w stylu wolnym        |
| · Brąz   | Július Strnisko | · Zapasy               | – 100 kg w stylu wolnym       |
| · Brąz   | Dušan Poliačik | · Podnoszenie ciężarów | – 82,5 kg                     |